# Viola Wills
Viola Mae Wilkerson (30 de diciembre de 1939 - 6 de mayo de 2009), conocida como Viola Wills, fue una cantante estadounidense, conocida sobre todo por su sencillo de 1979 ubicado en el puesto #8 en UK Singles Chart y en el #52 Hot Dance Club Play, "Gonna Get Along Without You Now". Otros sencillos que realizó fueron versiones de otros artistas como "Both Sides, Now" de Joni Mitchell (#35 UK) (1986), e "If You Could Read My Mind" de Gordon Lightfoot (#2 EE. UU. Hot Dance Club Play) (1980)

## Biografía
Wills fue descubierta por Barry White en 1965. Posteriormente trabajó con varios artistas de la época como Joe Cocker y Smokey Robinson.
Realizó un cover de la canción "Gonna Get Along Without You Now" que se convirtió en un éxito bailable de esa época. Gracias al éxito de sus versiones y temas originales recibió el apodo de la "diva de la discoteca". Más tarde realizó un cover de la canción "Both Sides Now" e "If U Could Read My Mind". Su música se popularizó en la comunidad homosexual. En 1980 crea un subgénero musical llamado "Jazzspel", una combinación de jazz y gospel.
Viola Wills murió el 6 de mayo de 2009, víctima de un cáncer en Arizona.

## Discografía
Álbumes de estudio
- Soft Centers (1974)
- If You Could Read My Mind (1980)
- Space (1983)
- Dare to Dream (1986)
- Gonna Get Along Without You (1994)

Sencillos
- "I Got Love" / "Lost Without the Love of My Guy" (1966)
- "Don't Kiss Me Hello and Mean Goodbye" / "Together Forever" (1967)
- "I've Got News For You" / "Sweetback" (1969)
- "Day In The Life Of A Woman" / "Some Other Day" (1974)
- "Let's Love Now" / "Let's Love Now" (Versión Disco) (1977)
- "Gonna Get Along Without You Now" / "Your Love" (1979)
- "If You Could Read My Mind" / "Up On The Roof" (1980)
- "I Can't Stay Away From You" / "If You Leave Me Now" (1981)
- "Stormy Weather" (1982)
- "If These Walls Could Speak" (1984)
- "Both Sides, Now" / "Dare To Dream" (1985)
- "Hot For You" / "Love Transfusion" (1986)
- "Love Pains" (1989)
- "Don't Stop The Train" (a dúo con Phyllis Nelson) (1990)
- "I Can See Clearly Now" (1993)
- "No News Is News" / "A House Is Not a Home" (1994)